# Ejnar Gross
Ejnar Gross (* 7. Oktober 1895 in Viborg; † 1962 in Blokhus) war ein dänischer Maler.

## Leben und Arbeit

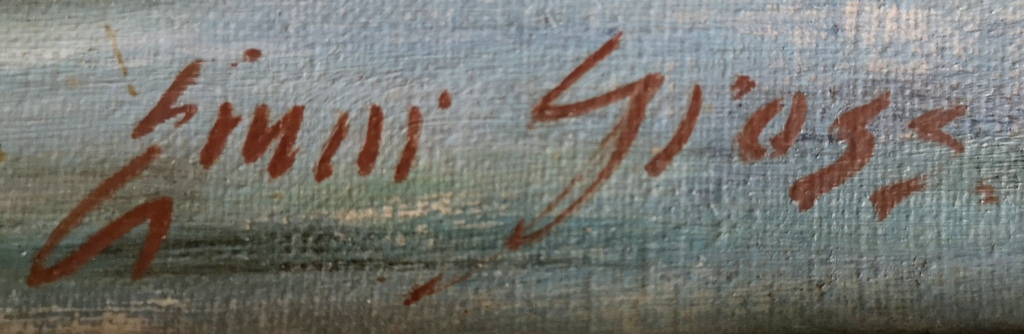
Unterschrift auf einem seiner Werke

Ejnar Gross ist eng verbunden mit Løkken und Blokhus und war ein angesehener Künstler. Seine Sommer verbrachte mit seiner Familie in Blokhus, die Winter in Kopenhagen.
Seit seiner Ausstellung in Charlottenborg in den 1920er-Jahren galt Gross als vielversprechender Künstler, konnte allerdings kaum von seiner Kunst leben. Er malte häufig Straßenumgebungen und Innenhöfe, bevor er sich auf Landschafts- und Hafenmotive spezialisierte.
Seine Werke wurden zusammen mit denen weiterer Künstler, wie dem bekannten Maler Asgar Jorn, im "The Rainbow" ausgestellt. Noch 1999 stellte die Kunstvereinigung Hvetbo Herred im Rathaus von Pandrup seine Bilder in einer separaten Ausstellung aus. Ebenso zeigte in das Kunstzentrum Grønlund und das Rettungshaus in Blokhus noch Anfang der 2000er-Jahre Bilder von Ejnar Gross.